# Обикновена хатерия
Обикновена хатерия или само хатерия (Sphenodon punctatus), е вид влечуго от семейство Хатериеви (Sphenodontidae). Видът не е застрашен от изчезване.

## Разпространение и местообитание
Разпространен е в Нова Зеландия.
Обитава склонове, храсталаци, крайбрежия и плажове.

## Описание
Имат телесна температура около 22,4 °C.
Продължителността им на живот е около 90 години.